# Liste der Biografien/Mia
Liste der Biografien |
Portal Biografien |
Personensuche
# |
A |
B |
C |
D |
E |
F |
G |
H |
I |
J |
K |
L |
M |
N |
O |
P |
Q |
R |
S |
T |
U |
V |
W |
X |
Y |
Z |
?
 
Ma |
Mb |
Mc |
Md |
Me |
Mf |
Mg |
Mh |
Mi |
Mj |
Mk |
Ml |
Mm |
Mn |
Mo |
Mp |
Mq |
Mr |
Ms |
Mt |
Mu |
Mv |
Mw |
Mx |
My |
Mz
 
Mia |
Mib |
Mic |
Mid |
Mie |
Mif |
Mig |
Mih–Mik |
Mil |
Mim |
Min |
Mio |
Mip |
Miq |
Mir |
Mis |
Mit |
Miu |
Miv |
Miw |
Mix |
Miy |
Miz
Die Liste der Biografien führt alle Personen auf, die in der deutschsprachigen Wikipedia einen Artikel haben. Dieses ist eine Teilliste mit 51 Einträgen von Personen, deren Namen mit den Buchstaben „Mia“ beginnt.

## Mia
- Mia X (* 1971), amerikanische Rapperin
- Mia, Maria (* 1980), deutsche Pornodarstellerin
- Mia, Pia (* 1996), US-amerikanische Sängerin

### Miah
- Miah, Hammad (* 1993), englischer Snookerspieler

### Miai
- Miailhe, Florence (* 1956), französische Animationsfilmerin
- Miaillier, Sylvain (* 1986), französischer Freestyle-Skisportler

### Miaj
- Miaja, José (1878–1958), spanischer General der Republik im Spanischen Bürgerkrieg

### Mial
- Mialaret, Henri (1855–1919), französischer Segler
- Mialet, Jean (1920–2006), französischer Offizier, Widerstandskämpfer, Überlebender des Konzentrationslagers Mittelbau –Dora und Richter
- Miall, Hugh (* 1949), britischer Politikwissenschaftler und Friedensforscher

### Miam

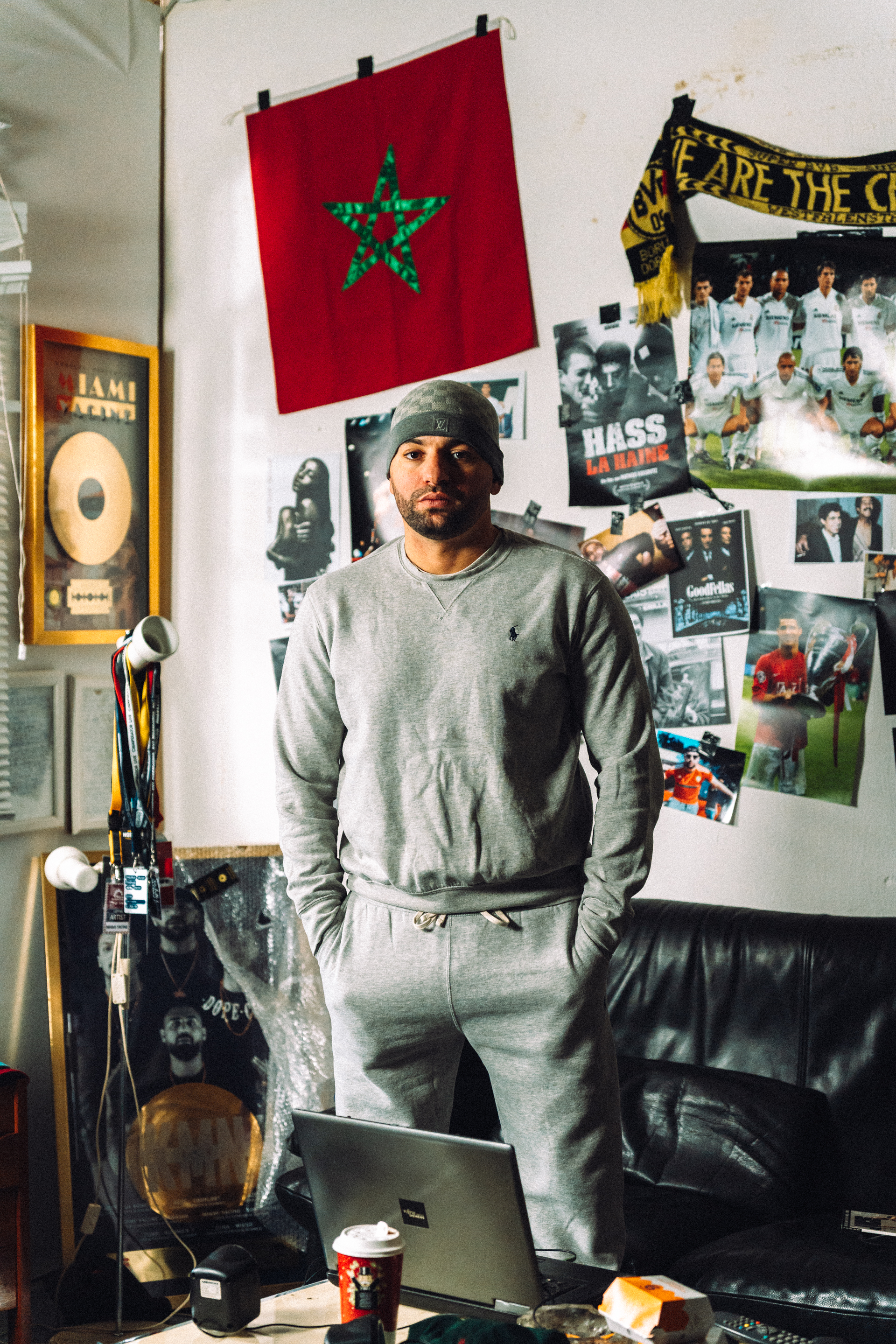
Miami Yacine (* 1991)

- Miami Yacine (* 1991), deutscher RapperMiami Yacine (* 1991)

### Mian
- Mian, Atif (* 1975), pakistanisch-US-amerikanischer Ökonom
- Mian, Aziz (1942–2000), pakistanischer Qawwali-Sänger
- Mian, Mian (* 1970), chinesische Schriftstellerin
- Mian, Michael (* 1980), italienischer Mediziner
- Mian, Michele (* 1973), italienischer Basketballspieler
- Mian, Zia, pakistanischer Physiker
- Miandad, Javed (* 1957), pakistanischer Cricketspieler
- Miang, Ng Ser (* 1949), singapurischer Diplomat und Mitglied des Internationalen Olympischen Komitees (IOC)
- Miangoto, Ousman (* 1954), tschadischer Leichtathlet
- Miangue, Senna (* 1997), belgischer Fußballspieler
- Miani, Giovanni (1810–1872), italienischer Entdecker
- Miani, Hieronimo, italienischer Historienmaler und Radierer
- Miani, Marcello (* 1984), italienischer Ruderer
- Mianko Karoo, Sideshow-Darsteller
- Miano, Andrea (1909–1987), italienischer Dokumentarfilmer, Filmregisseur, Drehbuchautor und Schauspieler
- Miano, Annalena (* 2000), Schweizer Schauspielerin
- Miano, Léonora (* 1973), kamerunische Schriftstellerin
- Miansarowa, Tamara Grigorjewna (1931–2017), sowjetische bzw. russische Sopranistin und Musikpädagogin
- Miantonomo († 1643), Sachem der Narraganset

### Miao
- Miao Tian (* 1993), chinesische Ruderin
- Miao, Miao (* 1981), australische Tischtennis-Spielerin chinesischer Herkunft
- Miao, Wei (* 1955), chinesischer Politiker
- Miao, Xiaochun (* 1964), chinesischer Künstler
- Miaoulis, Andreas (1769–1835), griechischer Admiral
- Miaoulis, Athanasios (1815–1867), griechischer Politiker und Ministerpräsident

### Miar
- Miarczyński, Przemysław (* 1979), polnischer Windsurfer
- Miard, Jo (1929–1982), deutscher Bildhauer
- Miard-Delacroix, Hélène (* 1959), französische Geschichts- und Politikwissenschaftlerin
- Miarka, Maciej (* 2001), polnischer Eishockeytorwart

### Mias
- Mias, Stephan (* 1911), deutscher Politiker (FDP)
- Miaskowski, August von (1838–1899), deutscher Nationalökonom
- Miaskowski, Kasper (1549–1622), polnischer Schriftsteller
- Miaskowski, Kurt von (1869–1934), deutscher Jurist
- Miąso, Wiktoria (* 2001), polnische Hochspringerin

### Miat
- Miatke, Danni (* 1987), australische Schwimmerin
- Miatke, Nils (* 1990), deutscher Fußballspieler

### Miav
- Miavivululu, Jeyvi (* 1990), belgisch-schweizerischer Basketballspieler

### Miaz
- Miązek, Bonifacy (1935–2018), polnischer Slawist, Lyriker und Priester
- Miazga, Corinna (1983–2023), deutsche Contract Managerin und Politikerin (AfD), MdBCorinna Miazga (1983–2023)

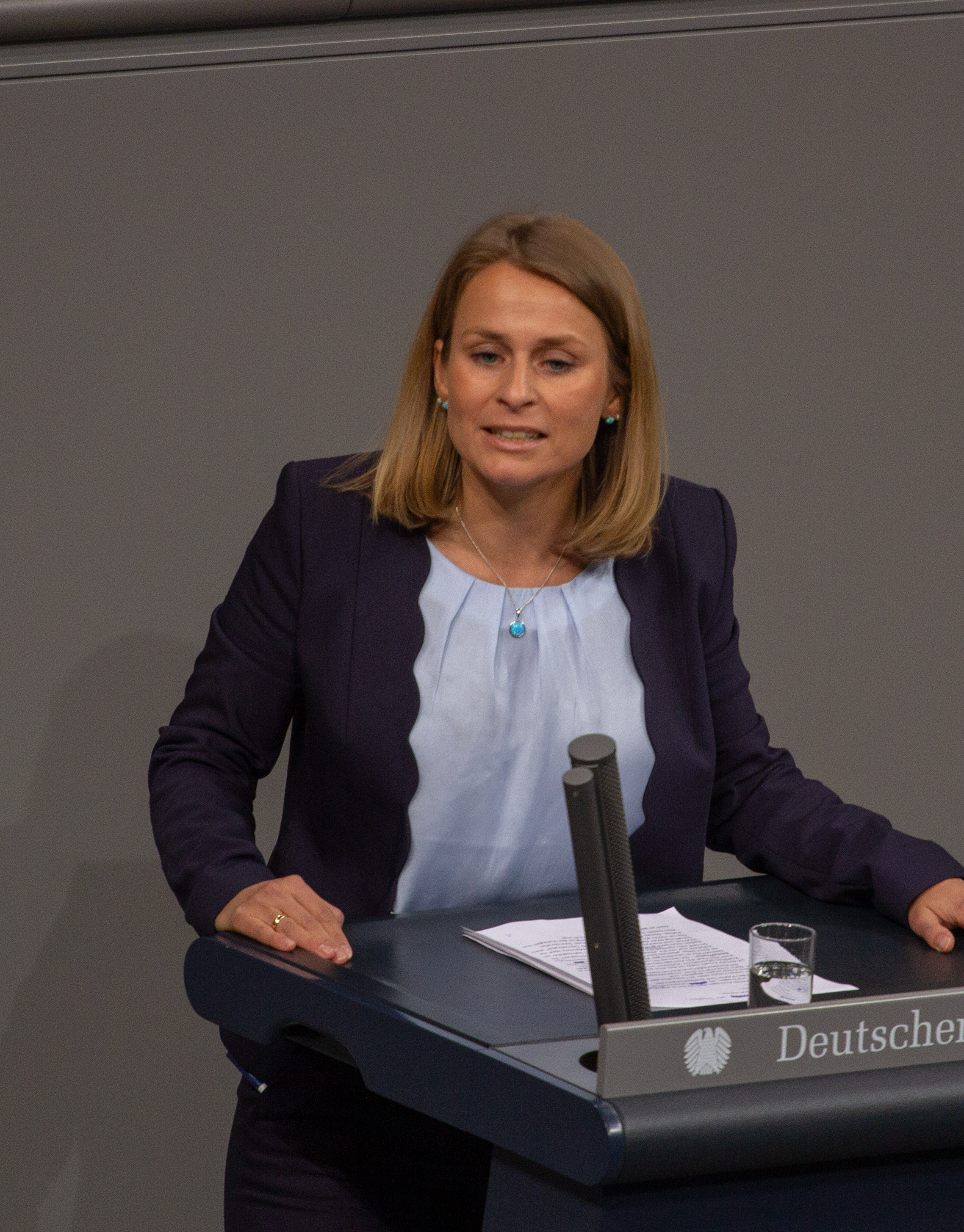
Corinna Miazga (1983–2023)

- Miazga, Matt (* 1995), polnisch-US-amerikanischer Fußballspieler